# Инюшово (Тальменский район)
Инюшово — село в Тальменском районе Алтайского края. Входит в состав Шадринцевского сельсовета.

## История
В 1928 году село Инюшево состояло из 105 хозяйств, основное население — мордва. В административном отношении являлось центром Инюшовского сельсовета Тальменского района Барнаульского округа Сибирского края.

## Население
| 1926 | 1997 | 1998 | 1999 | 2000 | 2001 |
| ---- | ---- | ---- | ---- | ---- | ---- |
| 644  | ↘71  | ↗77  | ↘76  | ↘69  | ↘61  |
| 2002 | 2003 | 2004 | 2005 | 2006 | 2007 |
| ↗63  | ↘52  | ↘48  | ↘42  | ↘35  | ↘25  |
| 2008 | 2009 | 2010 | 2011 | 2012 | 2013 |
| ↘23  | ↘20  | ↘19  | ↘16  | →16  | ↘13  |

Национальный состав
Согласно результатам переписи 2002 года, в национальной структуре населения русские составляли 53 %, мордва — 45 %.